# Egységteszt-keretrendszerek listája

## Java
A jelenleg ismertebb, Java nyelven írt egységteszt-keretrendszerek a következők.
| Név           | xUnit | Forrás                                                        | Megjegyzések |
| ------------- | ----- | ------------------------------------------------------------- | --- |
| JMockit       |       |                                                               | Nyílt forráskódú keretrendszer. A tesztek könnyen írhatók a final osztályok, statikus metódusok, konstruktorok stb. mock-olására. Nincs limitáció. |
| JTiger        |       |                                                               | |
| SpryTest      | Igen  |                                                               | Kereskedelmi. Automatizált egységteszt keretrendszer Java-ra |
| Jtest         | Igen  | [ 1 ]                                                         | Kereskedelmi. Automatizált egység/komponens teszt generálás és végrehajtás kód fedettséggel és futásiidejű hibakezeléssel kiegészítve. Statikus analízist és egyenrangú kód felülvizsgálati lehetőséget is biztosít. |
| JUnit         | Igen  |                                                               | |
| JWalk         |       |                                                               | egységteszt halmazok gyors, félautomata készítése |
| TestNG        | Igen  |                                                               | Jelenleg egy többcélú tesztelési keretrendszer, amely azt jelenti, hogy használható egységtesztek, funkcionális tesztek és integrációs tesztekre egyaránt. Továbbá lehetőséget biztosít, hogy készítsünk nem funkcionális teszteket is (teljesítmény tesztek, időzített tesztek). Annotációkat használ, az első verziótól kezdve és sokkal hatékonyabb és könnyebben használható, mint a leginkább használt Java tesztelési eszköz a JUnit. |
| Needle        |       |                                                               | Nyílt forráskódú keretrendszer Java EE komponensek tesztelésére konténeren kívül izolálva. |
| NUTester      |       | Archiválva 2010. november 16-i dátummal a Wayback Machine-ben | Tesztelési keretrendszer, melyet a Northeastern University-n fejlesztettek ki, hogy segítsék az Java IT kurzusok tanítását |
| Concordion    |       |                                                               | Elfogadási teszt által vezérelt fejlesztés |
| JExample      | Igen  | [ 4 ]                                                         | JUnit kiterjesztés, amely függőségeket használja fel az tesztesek között, hogy csökkentse a kód átfedéseket és növelje hiba lokalizációt. |
| DbUnit        |       |                                                               | JUnit kiterjesztés, mely képes egységteszteket végrehajtani adatbázis vezérelt programok esetén |
| JUnitEE       |       | Archiválva 2014. február 13-i dátummal a Wayback Machine-ben  | JUnit kiterjesztés az Java EE alkalmazások tesztelésére |
| Cactus        |       |                                                               | JUnit kiterjesztés a Java EE és webalkalmazások teszteléséhez. A Cactus tesztek a Java EE/webkonténeren belül hajtódnak végre. |
| JSST          |       | [ 5 ]                                                         | Java szerver oldali teszt keretrendszer, amely hasonló ötleten alapul, mint az Apache CACTUS, de a CACTUS-sal ellentétben nem épül a JUnit 3.x-al egybe, így használható bármely tesztelési keretrendszerrel együtt. |
| GroboUtils    |       |                                                               | JUnit kiterjesztés, amely automatikus dokumentációt, osztályhierarchia egységteszteket, kód fedettséget és többszálú teszteket nyújt a felhasználó számára. |
| Mockrunner    |       |                                                               | JUnit kiterjesztés serveletek, filterek, tag osztályok és Struts action-ok és formok teszteléséhez. |
| Unitils       |       |                                                               | Általános segédprogramokat, a perzisztencia réteg tesztelésének segédfunkciókat valamint mock objektumokkal való tesztelhetőséget is biztosít. Továbbá konkrét támogatást a tesztelési alkalmazás kódokhoz, JPA-hoz, Hibernate-hez és Spring-hez. Unitils integrálja a JUnit és a TestNG tesztelési keretrendszereket is. |
| JBehave       |       |                                                               | Viselkedésvezérelt fejlesztés |
| Instinct      |       | [ 6 ]                                                         | Viselkedésvezérelt fejlesztés |
| JDave         |       |                                                               | Viselkedésvezérelt fejlesztés |
| beanSpec      |       | [ 7 ]                                                         | Viselkedésvezérelt fejlesztés |
| Cucumber-JVM  |       | [ 8 ]                                                         | Viselkedésvezérelt fejlesztés helyettesíti az elavult JRuby-alapú Cuke4Duke-t. |
| XMLUnit       |       |                                                               | JUnit és NUnit tesztelés XML-re |
| EasyMock      |       |                                                               | Mock keretrendszer |
| JMock         |       |                                                               | Mock keretrendszer |
| Mockito       |       | [ 10 ]                                                        | egy mock keretrendszer, mely a Hamcrest könyvtárat használja |
| Concutest     |       |                                                               | Keretrendszer a párhuzamos programok teszteléséhez |
| SureAssert    |       |                                                               | Integrált Java egységteszt megoldás Eclipse-hez.A contract-first design és teszt vezérelt fejlesztés. |
| PowerMock     |       |                                                               | Kiterjesztés mind a Mockito-hoz, mind az EasyMock-hoz, mely lehetővé teszi a statikus metódusok tesztelését is. |
| Jukito        |       |                                                               | Egyesíti a Mockito-t és a Guice-t, hogy lehetővé tegye az automatikus mock-olást, függőség példányosítását |
| GrandTestAuto |       |                                                               | A GrandTestAuto (GTA) egy platform a Java szoftverek teljes automatikus tesztelésére. A tesztek szétoszthatók a nagyszámú gépek között. |
| HavaRunner    | Igen  |                                                               | A JUnit futtatás beépített párhuzamosság, suite-ok és scenario-k támogatásával. |
| Jnario        | Igen  |                                                               | Viselkedésvezérelt fejlesztés, mint a Cucumber |

## Fordítás
Ez a szócikk részben vagy egészben  a   List of unit testing frameworks című angol Wikipédia-szócikk ezen változatának fordításán alapul.  Az eredeti cikk szerkesztőit annak laptörténete sorolja fel. Ez a jelzés csupán a megfogalmazás eredetét és a szerzői jogokat jelzi, nem szolgál a cikkben szereplő információk forrásmegjelöléseként.